# The Olde Bell (Rye)

The Olde Bell  inn, også kendt som Ye Olde Bell, er engelsk pub, der er indrettet i en listed building af anden grad i byen Rye i East Sussex.
Kroen blev opført i 1390. Den har en turbulent historie, og blev en overgang brugt til smugling via en hemmelig tunnel til den nærliggende The Mermaid Inn mod syd. Den blev brugt af Hawkhurst Gang i 1730'erne og 40'erne, som flyttede varer via tunnelen fra Mermaid til Old Bell.
Pubben har to separate barområder, med originale egebjælker og en mere end 80 år gammel blåregn.